# Lo Colet de Dèsa
Lo Colet de Dèsa (en francès Le Collet-de-Dèze) és un municipi del departament francès del Losera, a la regió d'Occitània.